# 肖恩·福利
肖恩·福利（英語：Shaun Foley，1986年8月29日—），生于悉尼，澳大利亚男子橄榄球运动员。他曾代表澳大利亚七人制国家队参加2010年英联邦运动会七人制橄榄球比赛，获得一枚银牌。